# Cappella Reale di Dreux
La Cappella Reale di San Luigi, o in francese Chapelle royale Saint-Louis, è il tradizionale mausoleo del Casato d'Orléans.
Eretta nel XIX secolo, è situata nella cittadina francese di Dreux, nella regione del Centro.

## Storia e descrizione

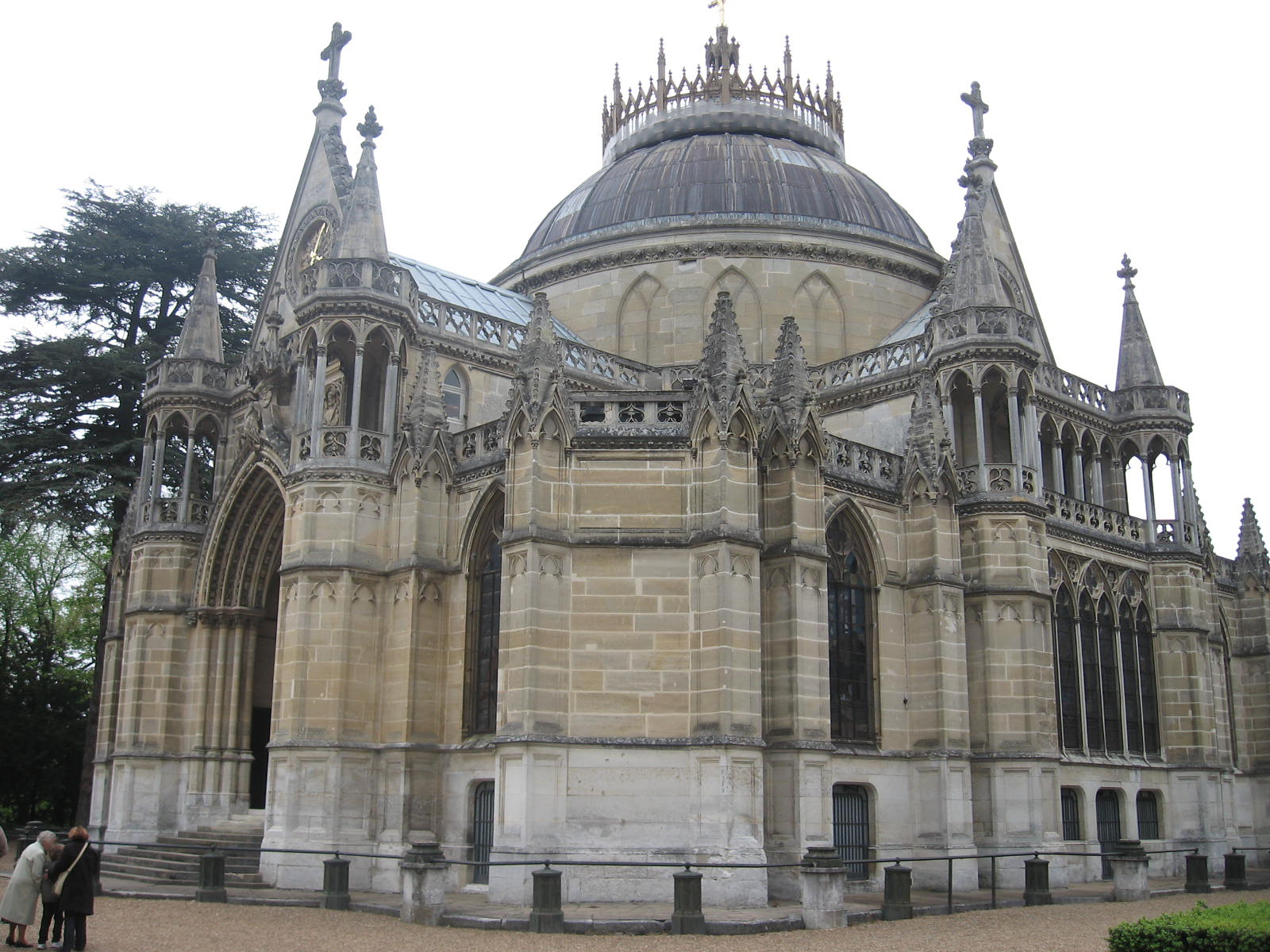

Negli anni '70 del 1700, il Duca di Penthièvre era uno dei più grandi proprietari terrieri di Francia prima della Rivoluzione francese. Nel 1775, le terre della contea di Dreux erano state cedute a Penthièvre da suo cugino, il re Luigi XVI di Francia. Nel 1783 il duca vendette il suo dominio di Rambouillet a Luigi XVI. Il 25 novembre di quell'anno, in una lunga processione religiosa, Penthièvre trasferì i nove feretri contenenti i resti dei suoi genitori, Luigi Alessandro, conte di Tolosa e Marie Victoire de Noailles, di sua moglie, la principessa Maria Teresa Felicita di Modena, e di sei dei loro sette figli, dalla chiesetta medievale del villaggio di Rambouillet, alla cappella della Collegiata di Santo Stefano di Dreux.
Quando Penthièvre morì nel marzo 1793, il suo corpo fu deposto nella cripta accanto a quelli dei suoi genitori, ma il 21 novembre di quello stesso anno, nel mezzo della Rivoluzione francese, una folla profanò la cripta, gettando i dieci corpi in una fossa comune nel cimitero dei canonici accanto alla collegiata.
Solo nel 1816, la figlia del duca di Penthièvre, Luisa Maria Adelaide di Borbone, duchessa d'Orléans, poté costruire una nuova cappella sul luogo della fossa comune, come luogo di sepoltura della sua famiglia. Il progetto venne affidato all'architetto parigino Claude-Philippe Cremail, che concepì il complesso, in un ibrido stile neogotico-neorinascimentale, coronato da una cupola, poi ulteriormente modificata e ampliata nel 1830 da Luigi Filippo I, nuovo re dei Francesi e figlio della duchessa d'Orléans. Fu in questo momento che la cappella venne chiamata ufficialmente Cappella Reale di San Luigi e destinata a mausoleo della famiglia reale d'Orléans.
Vi si conservano preziose architetture funerarie e splendide vetrate della Manifattura di Sèvres. I cartoni per le vetrate del transetto furono realizzati dall'artista Jean-Auguste-Dominique Ingres, che realizzò due serie di sei santi ciascuna: nel transetto nord sono raffigurati Genoveffa di Parigi, Dionigi di Parigi, Clotilde (la moglie di Clodoveo), Ferdinando III di Castiglia, Amalia d'Ungheria (una santa che molto probabilmente non è mai esistita) e Filippo l'apostolo; nel transetto sud sono raffigurati Luigi IX (a cui è dedicata la cappella), Isabella di Francia (in realtà una beata), Germano di Parigi, Radegonda di Poitiers, Remigio di Reims e Batilde. Ferdinando III ha il volto del principe Ferdinando Filippo d'Orléans, Amelia d'Ungheria è un ritratto della regina consorte Maria Amalia di Borbone e il volto dell'apostolo Filippo si basa su quello del re Luigi Filippo.

## Elenco delle sepolture

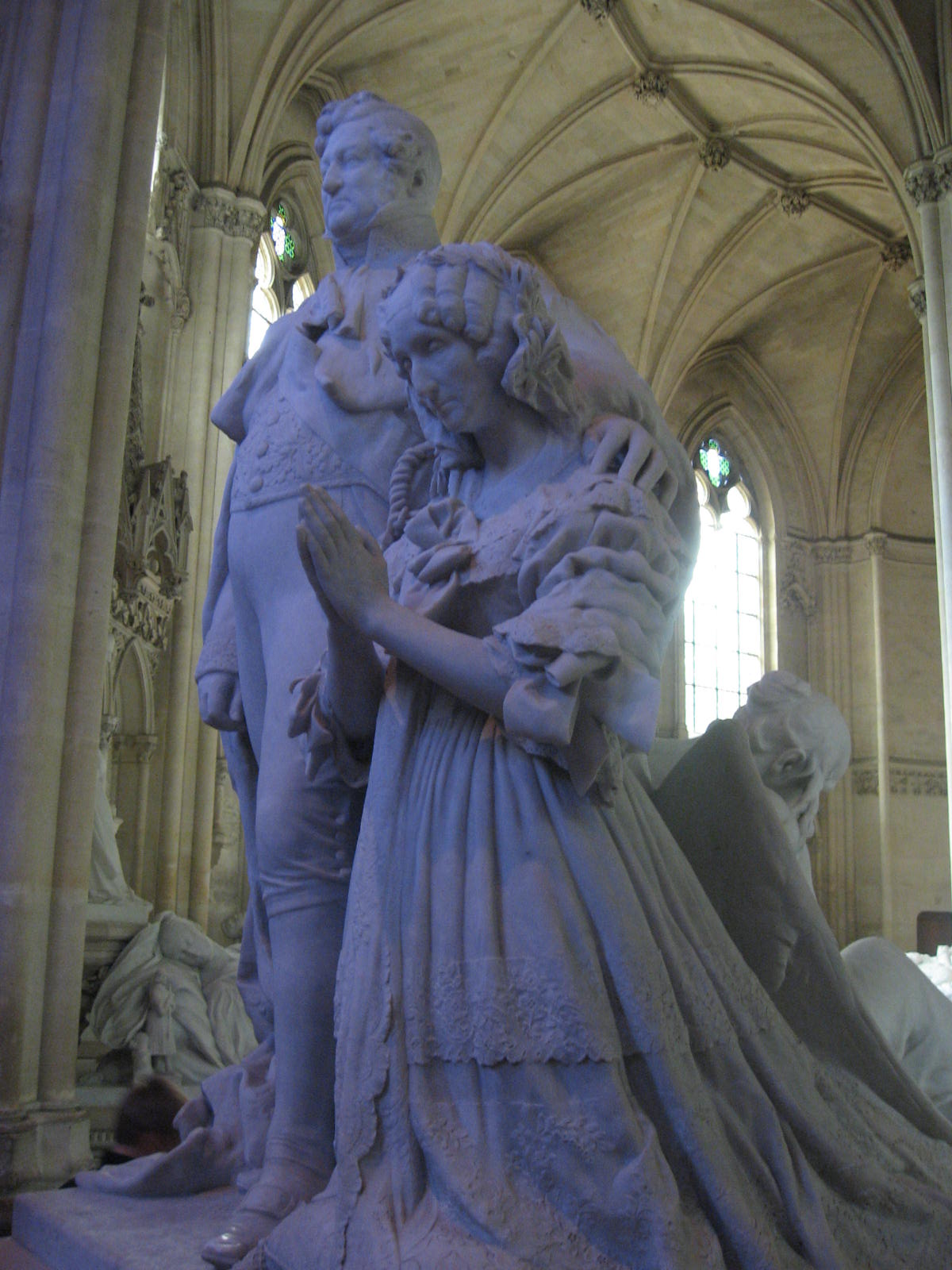
Tomba di Luigi Filippo d'Orléans e di sua moglie Maria Amalia di Borbone-Due Sicilie

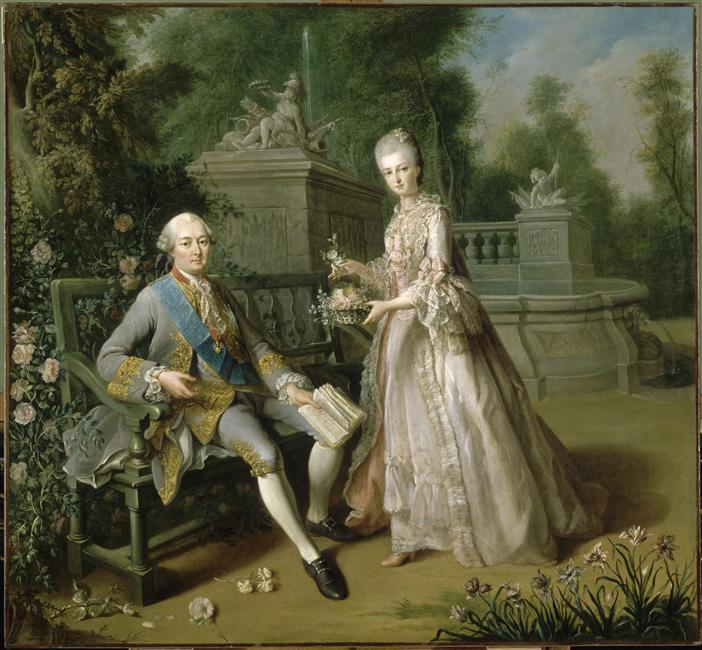
Il duca di Penthièvre con sua figlia, la futura duchessa d'Orléans, nel 1768 circa, ritratti da Jean Baptiste Charpentier le Vieux

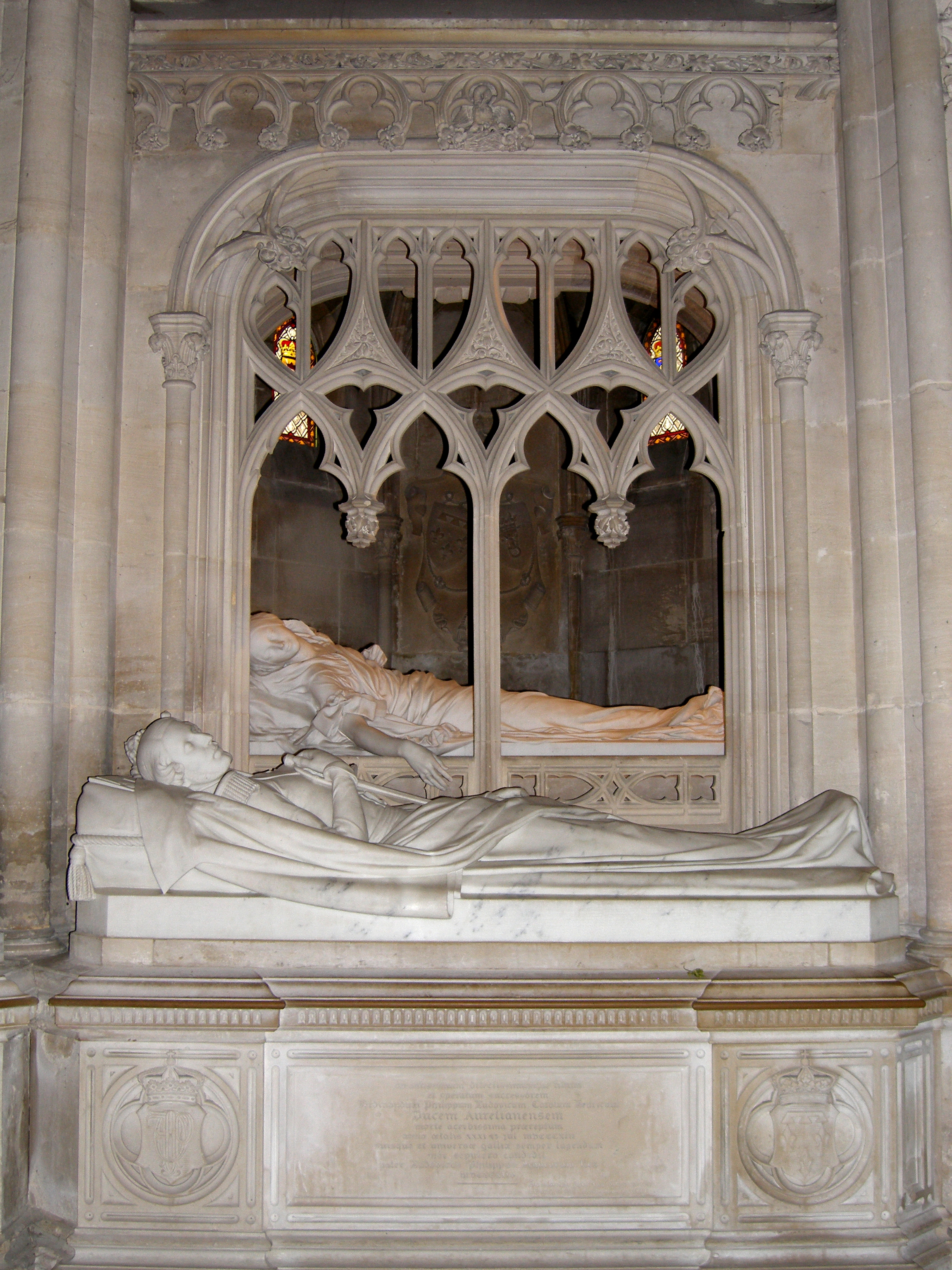
Tomba di Ferdinando Filippo d'Orléans

Tra i settantacinque membri sepolti nella nuova cappella vi sono:
1. Luigi Alessandro, conte di Tolosa (1678–1737)
2. Marie Victoire de Noailles (1688-1766), moglie del precedente
3. Luigi Giovanni Maria di Borbone, duca di Penthièvre (1725-1793)
4. Principessa Maria Teresa Felicita di Modena (1726-1754), moglie del precedente
5. Luigi Maria, duca di Rambouillet (1746-1749)
6. Luigi Alessandro, principe di Lamballe (1747-1768)[3].
7. Giovanni Maria, duca di Châteauvillain (1748-1755)
8. Vincenzo Maria Luigi di Borbone (1750-1752)
9. Maria Luisa di Bourbon (1751-1753)
10. Luisa Maria Adelaide di Borbone (1753-1821)[4]
11. Luigi Maria Felice di Bourbon (1754)
12. Luigi Francesco Giuseppe, principe di Conti (1734–1814)
13. il cuore di Filippo d'Orléans, duca d'Orléans, reggente di Francia per Luigi XV di Francia (1674–1723)
14. Luigi Filippo I (1773–1850)
15. Principessa Maria Amalia delle Due Sicilie (1782-1866), moglie del precedente
16. Antonio Filippo, duca di Montpensier (1775-1807)
17. Principessa Adelaide d'Orléans (1777-1847)
18. Francesca d'Orléans, Mademoiselle d'Orléans (1777-1782)
19. Luigi Carlo, conte di Beaujolais (1779-1808)
20. Principe Ferdinando Filippo, duca d'Orléans (1810-1842)
21. Duchessa Elena di Meclemburgo-Schwerin (1814-1858), moglie del precedente
22. Carlo, duca di Penthièvre (1820-1828)
23. Principe Enrico, duca d'Aumale (1822–1897)
24. Principessa Maria Carolina delle Due Sicilie (1822–1869), moglie del precedente
25. Luigi Filippo, principe di Condé (1845-1866)
26. Leopoldo Filippo, duca di Guisa (1847-1847)
27. Francesco Paolo d'Orléans, duca di Guisa (1852-1852)
28. Francesco Luigi, duca di Guisa (1854-1872)
29. Enrico VI, conte di Parigi (1908-1999), pretendente orléanista
30. Principessa Isabella d'Orléans e Braganza (1911-2003), moglie del precedente
31. Principe Gaston, duca d'Orléans (1935–1960), figlio dei due precedenti
32. Principe Thibaut, conte di La Marche, fratello del precedente (1948–1983)
33. Batilde d'Orléans (1750–1822)
34. Francesco, conte di Clermont (1961-2017), figlio del successivo
35. Enrico VII, conte di Parigi (1933-2019), pretendente orléanista